# Épidote
Une épidote est une espèce minérale du groupe des silicates sous-groupe des  sorosilicates, de formule Ca2(Fe,Al)Al2(SiO4)(Si2O7)O(OH) avec des traces de magnésium et de manganèse (Mg et Mn). Ce minéral peut donner des cristaux prismatiques longs jusqu'à 35 cm. Il est assez répandu et donne des gemmes qui peuvent être taillées.

## Inventeur et étymologie
Décrite par René Just Haüy en 1801. Il tire son nom du grec ἐπίδοσις / epídosis, «  tendance, développement, progrès, croissance »,. Les descriptions faites par Romé de l'Isle et Delamétherie, quoique antérieures, n'ont pas été retenues.

## Topotype
- Bourg-d'Oisans, Isère, Rhône-Alpes, France. Le matériel de référence est déposé au Muséum national d'histoire naturelle, Paris, France.

## Cristallographie
- Paramètres de la maille conventionnelle : a = 8,98 Å, b = 5,64 Å, c = 10,22 Å, beta = 115,4 ° V = 467.58 ; Z = 2
- Densité calculée = 3,69

## Gîtologie
On trouve l'épidote dans les roches métamorphiques, hydrothermales, métasomatiques de contact. Par altération des plagioclases (saussuritisation).

## Utilisation
On utilise les épidotes comme pierres fines en cristaux facettés ou en cabochons ou encore en tant que minéral de collection à l'état brut.

## Cristallochimie
- Elle forme une série  avec la clinozoïsite.

### Groupe de l'épidote
L'épidote sert de chef de file à un groupe de formule générique :
X2Y3 (Si2O7) (SiO4) O (OH,F) dans laquelle
- X = Ca2+, Fe2+, Mn2+, Mn3+, Ce3+, La3+, Y3+, Th3+ ;
- Y = Al3+, Fe3+, Fe2+, Mn3+, Mn2+, Ti4+ ;

soit, par exemple :
Ca2(Al, Fe)3(SiO4)3(OH).
C'est un groupe de vingt minéraux, comprenant 19 sorosilicates monocliniques et un sorosilicate orthorhombique (la zoïsite).

## Galerie

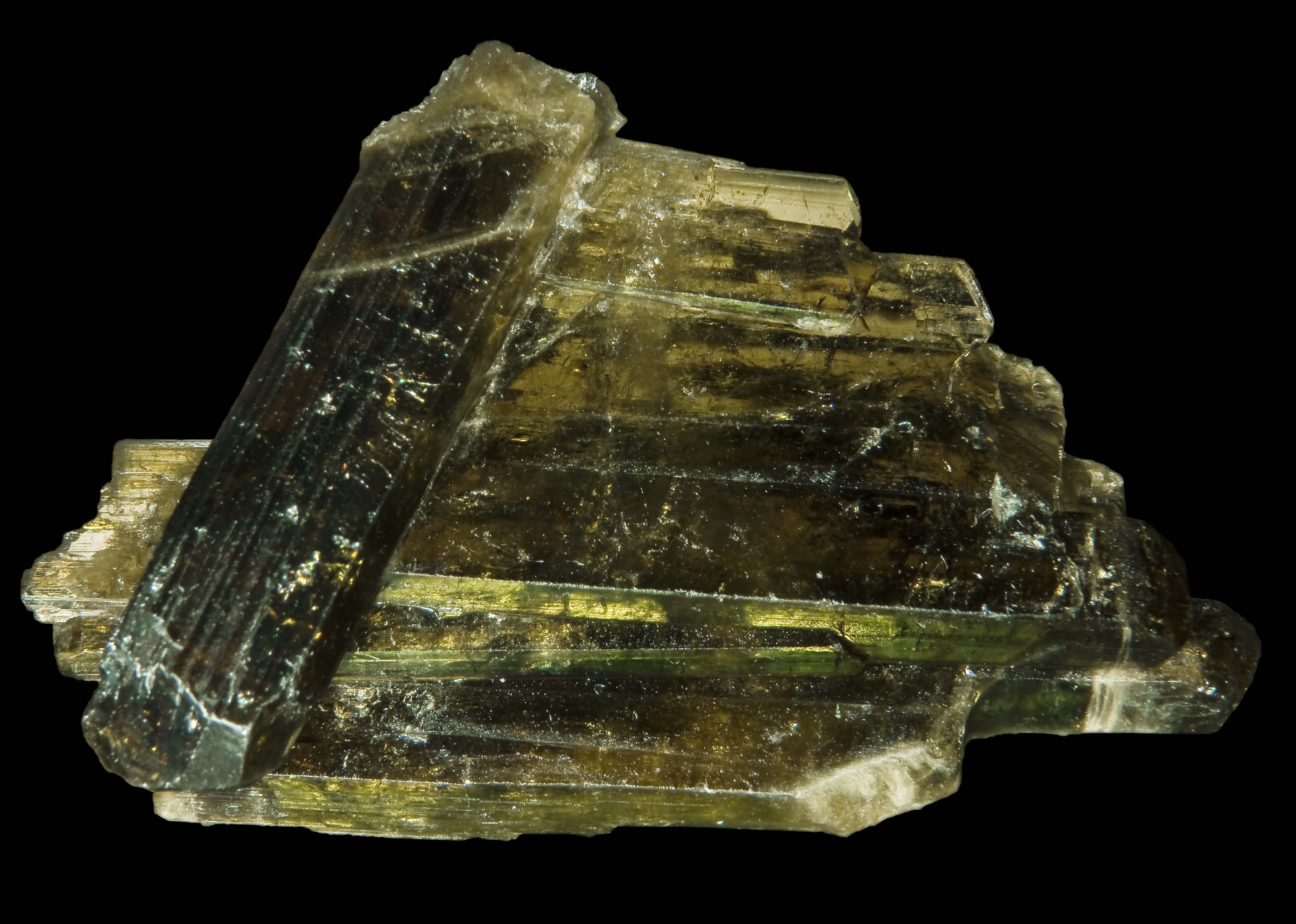
Green Monster Mountain, Alaska, États-Unis (5,2x3,5cm)
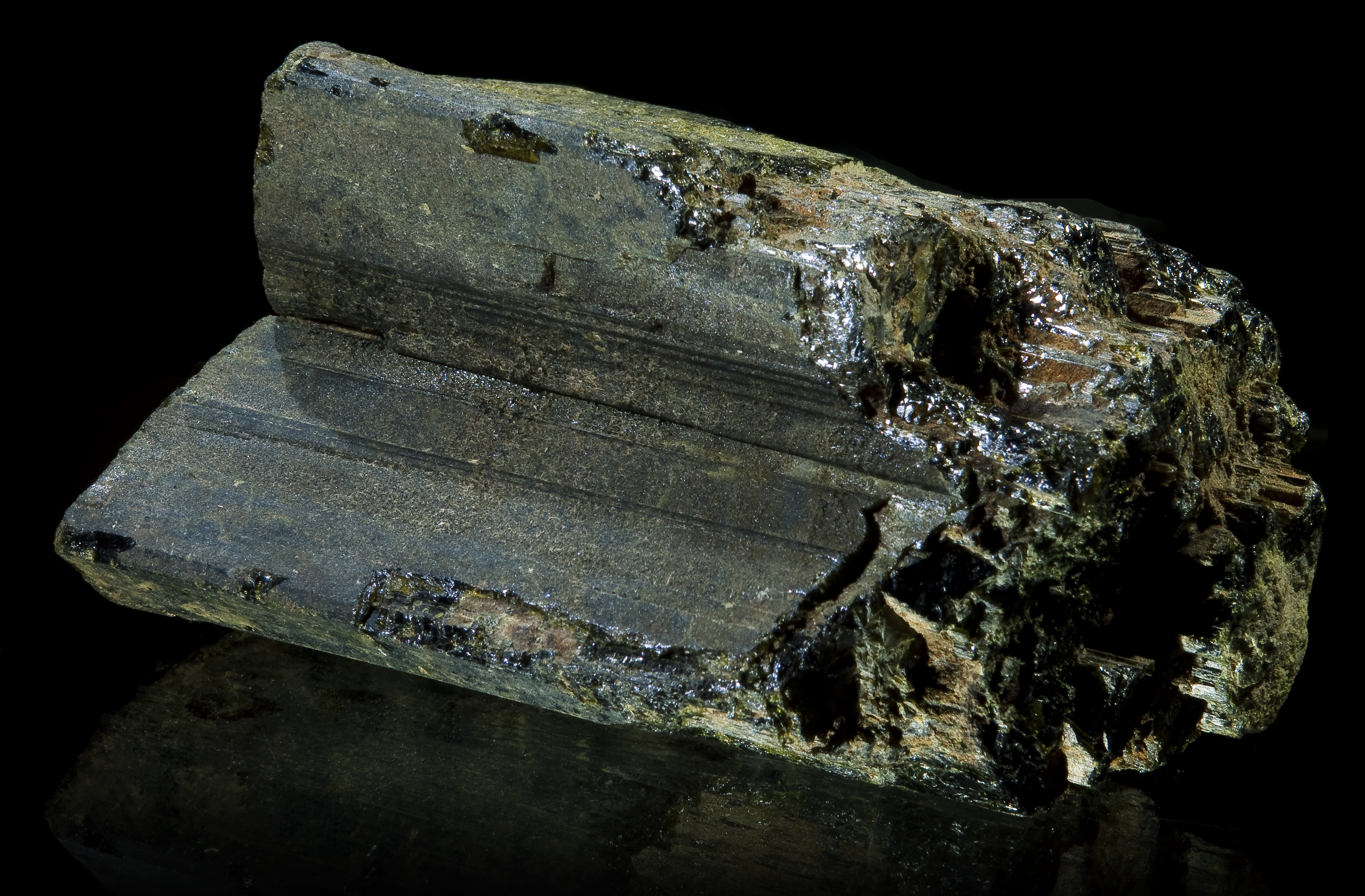
Macle: Matsaborivaky, Madagascar (12,5 cm)
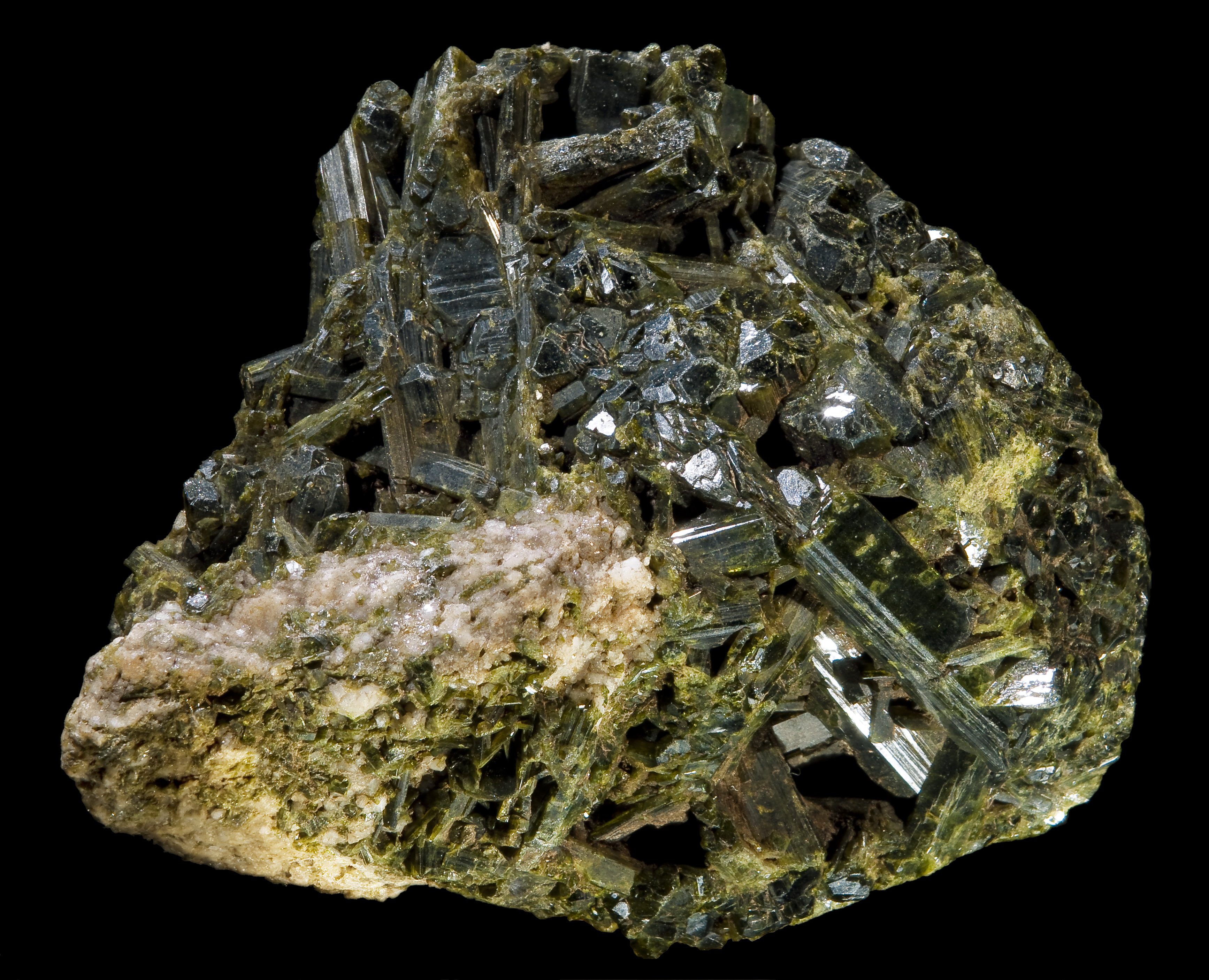
Matsaborivaky, Madagascar (8,5x8,3cm)
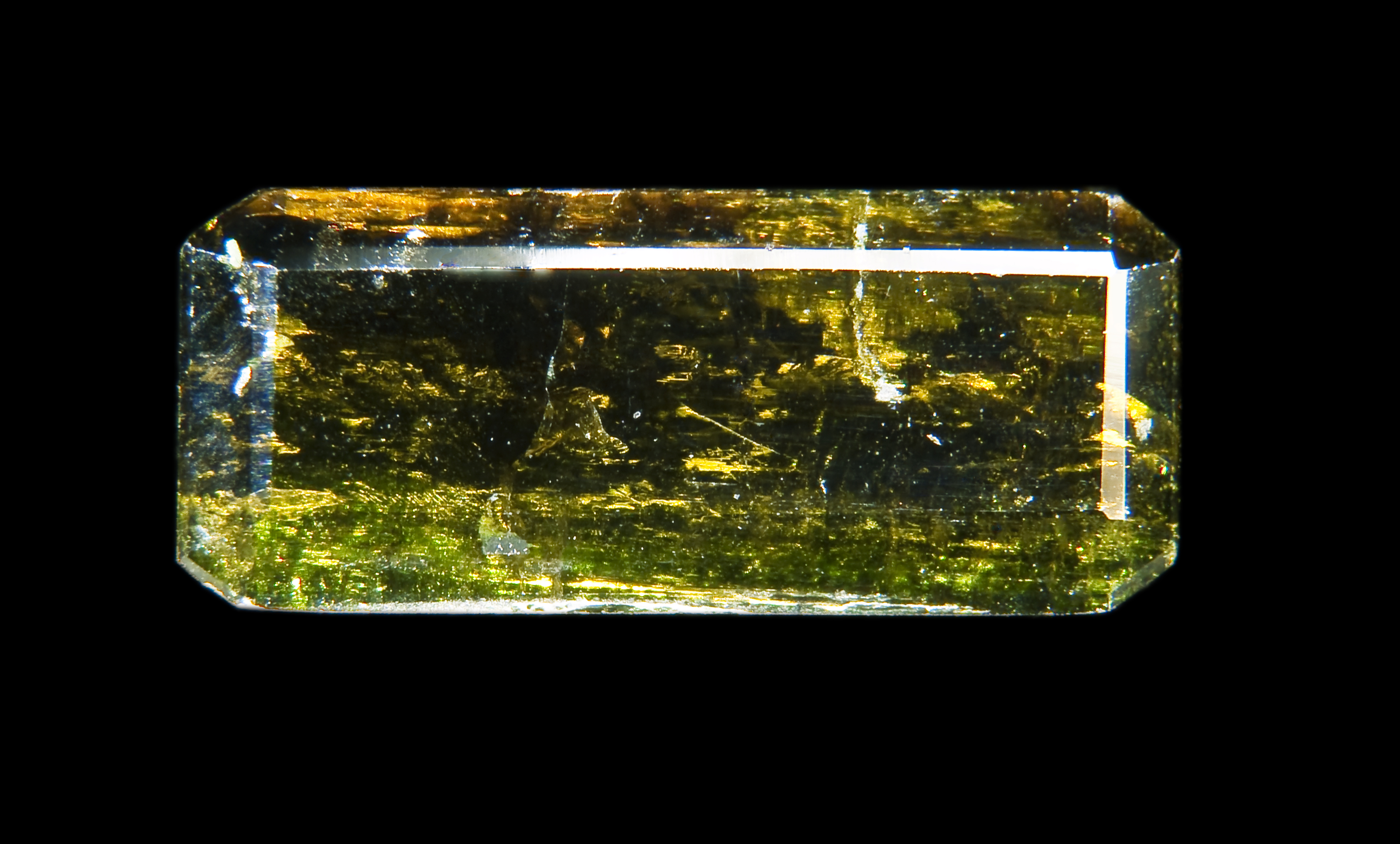
Epidote taillée -  Madagascar (1,86Cts)

## Synonymie
- acanthicone  (acanticone) (d’Andrada 1800) : nommée d’après le grec ἀκανθίς / akanthís, « chardonneret »[5],[6] et κονία / konía, « poussière »[7] par référence à la poudre du minéral qui rappelle les couleurs du chardonneret. Décrite sur des échantillons d’Arendal, Norvège[8].
- acanticonite (Abildgaard 1799) : même étymologie que la précédente mais décrite par un deuxième auteur sur les échantillons du même gisement[9].
- achmatite (R. Hermann) décrite par cet auteur sur des échantillons d'Achmatowsk dans l'Oural, qui a inspiré le nom[10].
- allochite[11]
- arendalite (D. L. G. Karsten, 1800[12]): épidote en grands cristaux d'Arental en Norvège qui a inspiré le nom[13].
- beustite[14],[15]
- bucklandite (Lévy)[16] : certains auteurs du XIXe siècle donnent le genre comme masculin, mais le féminin est le plus employé.
- delphinite (Horace-Bénédict de Saussure 1796) : en hommage au Dauphiné, région d'origine du gisement topotype[17].
- épidosyte ou épidosite : terme qui désigne plutôt une roche formée de quartz et d’épidote que ce minéral[18].
- épidotite : terme qui désigne une roche riche en épidote improprement appliqué comme synonyme du minéral[19].
- eschérite, aeschérite (Scheerer, 1855) : en hommage à l’ingénieur minier suisse Kaspar Stockar-Escher[20]; (1812–1888), époux de la célèbre aquarelliste suisse Clémentine Stockar-Escher, en raison de ses travaux sur l’épidote.
- ferri-épidote (Zambonini, 1920)
- oisanite : en hommage à l'Oisans, région d'origine du gisement topotype. Cette synonymie est douteuse car ce terme également désigne l'anatase selon Saussure) ; toutefois, elle est mentionnée par Des Cloizeaux dans son manuel de minéralogie [21].
- pistachite (pistazite ou pstasite, Werner) : épidote finement micro-cristallisée.
- puschkinite (Wagner) : épidote à reflets dichroïques verts et rouges, trouvée à Werchneiwinsk dans l'Oural[22].
- rayonnante vitreuse (Werner) [23]
- schrol vert du Dauphine (de L’Isle)
- scorza : épidote pulvérulente vert pistache, trouvée près de Muska en transylvanie, à noter que le genre du nom est masculin[24].
- stralite vitreux (Napione) : contraction du terme allemand Strahlstein[25].
- thallite (Delamétherie) : nommée d'après le grec Thallos « pousse », le genre choisi par Delamétherie est masculin[26].
- zoïsite (D. L. G. Karsten) : attention, si ce synonyme est tombé en désuétude, il existe bien une espèce de ce nom décrite par Werner, la zoisïte.

## Variété
- chrome-pistazite : variété d'épidote riche en chrome.
- piémontite : ce terme est impropre car il existe une espèce minérale de ce nom. Il y a confusion entre une variété riche en manganèse d'épidote et l'espèce agréée par l'IMA.
- rosstrévorite : variété fibroradiée d'épidote trouvée à Rosstrevor, Comté de Down, Irlande par les minéralogistes Greg and Lettsom, en 1858.
- tawmawite : variété d'épidote riche en chrome de formule Ca2(Al, Fe3+, Cr)3[O|OH|SiO4|Si2O7], décrite initialement à Tawmaw, Myitkyina-Mogaung District, Kachin State, Birmanie, mais retrouvée depuis en Autriche, aux États-Unis, en Finlande et en Italie.
- withamite : épidote riche en manganèse, découverte à Glen Coe, Strathclyde (Argyllshire) Écosse. Dédiée à Witham qui est le découvreur de cette pseudo-variété en 1825[27], désigne en fait la piémontite.

## Gisements remarquables
- États-Unis

Alaska ; Green Monster Mountain, Prince of Wales Island, Prince of Wales-Outer Ketchikan Borough. Un des meilleurs gisements pour cette espèce.
- France:

Bourg-d'Oisans, Isère (topotype)
- Madagascar

Matsaborivaky, district de Vohémar, région de Sava, province d’Antsiranana 
- Norvège

Arendal Mines de fer, Aust-Agder 
- Pakistan

Haidarabad, Dolina Shigar, Skardu

## Critères de détermination
N'est pratiquement pas attaquée par les acides sauf après calcination, elle fait, alors, gelée dans l'acide chlorhydrique. Au chalumeau, elle fond facilement en se boursoufflant et en formant une scorie noire magnétique.